# Dramma d'avanguardia
Dramma d’avanguardia (The Production of Times) è un romanzo di fantascientifico del 1981 scritto da John Brunner.
È il numero 107 della serie Cosmo. Collana di Fantascienza.

## Trama
Murray Douglas attore teatrale (uscito da una clinica per disintossicarsi dall'alcol), si unisce a un gruppo di altri attori. Ognuno dei membri del cast ha avuto problemi in carriera a causa di droghe, alcol o perversioni sessuali. L'opera a cui partecipano i componenti del cast è un'avanguardia, una forma di teatro d'improvvisazione in cui gli attori inventano il copione durante le prove, che si svolgono in una casa di campagna isolata. Emerge che il presunto drammaturgo sta alimentando i vizi di ogni partecipante, usando una forma futuristica di apprendimento nel sonno per superare i tentativi di rimanere "puliti" degli attori. Questo viene fatto a beneficio degli interessi pruriginosi di decadenti viaggiatori del tempo.

## Edizioni
- John Brunner, Dramma d’avanguardia, a cura di Sandro Pergameno, collana Cosmo. Collana di Fantascienza n° 107, traduzione di Gianpaolo Cosato e Sandro Sandrelli, Milano, 1981  [1967],  pp. 172.